# Exomala arenicola
Exomala arenicola är en skalbaggsart som beskrevs av Étienne Mulsant och Pellet 1870. Exomala arenicola ingår i släktet Exomala och familjen Rutelidae. Inga underarter finns listade i Catalogue of Life.